# Cheumatopsyche danae
Cheumatopsyche danae är en nattsländeart som beskrevs av Malicky 1998. Cheumatopsyche danae ingår i släktet Cheumatopsyche och familjen ryssjenattsländor. Inga underarter finns listade i Catalogue of Life.